# Pacto Roerich
El Pacto Roerich es un tratado sobre la Protección de Instituciones Artísticas y Científicas y Monumentos Históricos. La idea más importante del Pacto Roerich es el reconocimiento legal del hecho de que la defensa de los bienes culturales es más importante que la defensa militar, en su sentido tradicional, y que la protección de la cultura siempre tiene prioridad sobre cualquier necesidad militar.

## Nicholas Roerich
Pintor y filósofo ruso Nicolai Roerich (1874-1947) inició el movimiento moderno para la defensa de los bienes culturales, con su idea de "La paz de las Civilizaciones". Además del reconocimiento como uno de los más grandes pintores rusos, el logro más notable de Roerich durante su vida fue el Pacto Roerich, firmado el 15 de abril de 1935 por los representantes de los Estados Americanos en el Despacho Oval de la Casa Blanca (Washington, DC). Fue el primer tratado internacional firmado en el Despacho Oval, donde los presidentes de EE.UU. han trabajado a través de los años hasta nuestros días, desde que Franklin D. Roosevelt trasladó la oficina presidencial de los EE.UU. a la Casa Blanca. Roosevelt tenía en sus habitaciones privadas un busto de Roerich.
Nicolai Roerich nació el 9 de octubre de 1874, en San Petersburgo. Sus padres le animaron a estudiar Derecho, pero al ver la inclinación de su hijo para la pintura le permitió estudiar ambos, cosa que hizo con mucho éxito. En el año 1900, Roerich viajó a París para tomar lecciones de Fernand Cormon, tutor bien conocido de Van Gogh y  de Henri de Toulouse-Lautrec.  A su regreso a San Petersburgo se casó con Helena Shaposhnikova, que más tarde desarrolló la filosofía Agni Yoga. Pronto se convirtió Roerich en un pintor de éxito. Uno de sus cuadros fue adquirido por el zar ruso Nicolás II para sí mismo. Roerich también trabajó como diseñador de vestuario para varias óperas y ballets de Maurice Maeterlinck y de Igor Stravinsky, estrenadas en San Petersburgo.
En el año 1917 Roerich se mudó a vivir cerca de un lago en Finlandia, para fortalecer su salud. Después de que la frontera entre Rusia y Finlandia fuese cerrada en el año 1918, la familia viajó a través de varios países escandinavos hasta Gran Bretaña para, finalmente, marchar hacia América del Norte en el año 1920. Allí Roerich fundó dos instituciones culturales: "Ardens Cor" (una hermandad de artistas de varios países) y "The Master Institute of United Arts" (una organización para la educación, la ciencia y la filosofía).
En el año 1923, el Museo Roerich fue fundado en Nueva York. En el año 1929, se trasladó a un nuevo edificio. En la actualidad el Museo Roerich se encuentra en Manhattan, en la esquina de la calle 107 con Riverside Drive. Después de salir de América, los Roerich se asentaron en el valle de Kulu en la parte inferior del Himalaya, donde se estableció el Instituto Urusvati. Nicholas Roerich murió de un paro cardíaco el 13 de diciembre de 1947.

## Orígenes del Pacto Roerich
Una idea acerca de la protección de los monumentos culturales se formuló por primera vez por Roerich en el año de 1899. Durante unas excavaciones en la provincia de San Petersburgo, Roerich comenzó a apuntar a la necesidad de la protección de monumentos culturales, que reproducen una visión en el mundo de los pueblos antiguos para nosotros.
En el año 1903 Roerich, junto con su esposa Helena Ivanovna, viajó a través de cuarenta antiguas ciudades rusas, incluyendo Yaroslavl, Kostroma, Kazán, Nizhny Novgorod, Vladímir, Suzdal, Yúriyev-Polski, Smolensk, Vilna, Izborsk y Pskov. En el año 1904, precediendo a la expedición, Roerich había visitado Uglich, Kalyazin, Kashin y Tver. Durante este viaje Roerich realizó una gran serie de estudios de arquitectura, creando cerca de 90 pinturas de los sitios visitados. Más tarde, muchas iglesias rusas fueron destruidas y las pinturas siguen siendo las únicas imágenes que las documentan. Resumiendo este viaje, el pintor admiraba la belleza de los monumentos antiguos. Roerich, expresando sus sentimientos por el estado de su protección, escribió en su artículo Along the old times ("A lo largo de los tiempos antiguos") (1903): «El verano pasado tuve la ocasión de contemplar mucho de nuestra antigüedad y el poco amor verdadero por ella».
En el año 1904, Roerich presentó un informe a la Sociedad Arqueológica Rusa patrocinada por el zar sobre el triste estado de los monumentos históricos y la necesidad de tomar medidas inmediatas para protegerlos.
Durante la guerra entre Rusia y Japón (1904-1905), Roerich expresó una idea acerca de la necesidad de un tratado especial para la protección de las instituciones y los monumentos culturales. En el transcurso de varios años, después de su viaje en los años 1903-1904, Roerich señalado en reiteradas ocasiones el estado de los monumentos antiguos. Escribió varios artículos dedicados a la mala situación de las iglesias. En el artículo Silent Pogroms ("Pogromos silenciosos") (1911) Roerich escribió sobre la torpe restauración  de la Iglesia San Juan el Precursor en Yaroslavl: «¿Quién haría una bonita defensa de los antiguos y locos pogromos? Grave es cuando lo antiguo se muere. Pero es más terrible cuando la antigüedad sigue siendo desfigurada, imitada, falseada, [...]».
En el año 1914 Roerich hizo un llamamiento a los altos mandos del ejército ruso, así como a los gobiernos de los EE.UU. y Francia, con la propuesta de la celebración de un acuerdo internacional destinado a la protección de los valores culturales durante los conflictos armados. Creó el cartel titulado "Enemy of Mankind”, denunciando la destrucción bárbara de monumentos culturales, y la imagen "Glow", expresando una protesta contra la Primera Guerra Mundial.
En el año 1915, Roerich escribió un informe para el zar Nicolás I de Rusia y para el  Gran Príncipe Nicolás Nikoláyevich conteniendo un llamamiento para que el Estado tomase medidas reales para la protección nacional de los valores culturales.
En el año 1929 Roerich, en cooperación con G.G. Shklyaver, doctor en derecho internacional y ciencias políticas de la Universidad de París preparó un proyecto del Pacto por la protección de los valores culturales. Al mismo tiempo Roerich propuso un signo distintivo para identificar los objetos que se encontraban en necesidad de protección: la Bandera de la Paz. Representa un paño blanco con un anillo rojo y tres círculos rojos inscritos en él.
- Regular Committee of the Roerich Pact (Comité Regular del Pacto Roerich) y la Banner of Peace (Bandera de la Paz) se encuentran en Nueva York.
- Roerich fue nominado para el Premio Nobel.

## Pacto Roerich
En el año 1929 Roerich, en colaboración con el profesor George Chklaver de la Universidad de París, prepararon el borrador de un tratado internacional dedicado a la protección de los valores culturales, el futuro (Pacto Roerich). El plan iba a ser un análogo cultural de la neutralidad médica de la Cruz Roja.
En el año 1930 el texto del borrador del proyecto, con el acompañamiento de una apelación de Roerich a los gobiernos y pueblos de todos los países, fue publicado en la prensa y distribuido en los gobierno, instituciones científicas, artísticas y educativas de todo el mundo. Como resultado los comités de apoyo al Pacto se han establecido en muchos países. El proyecto del pacto fue aprobado por el Comité de Asuntos del Museo de la Sociedad de Naciones y también por el Comité de la Unión Panamericana. Pocos años después de la Segunda Guerra Mundial, el Pacto Roerich, jugó un papel importante en la formación de las normas del derecho internacional y de la actividad pública en el ámbito de la protección del patrimonio cultural. En el año 1949, en la cuarta sesión de la Conferencia General de la UNESCO, fue aceptada la decisión para comenzar el trabajo para la regulación del derecho internacional en el campo de la protección del patrimonio cultural en caso de un conflicto armado.
Las ideas de Pacto Roerich todavía no están implementadas en el derecho internacional, especialmente el principio de la preferencia, casi ilimitada, de la preservación de los valores culturales de la necesidad militar.

## Cronología del Pacto Roerich

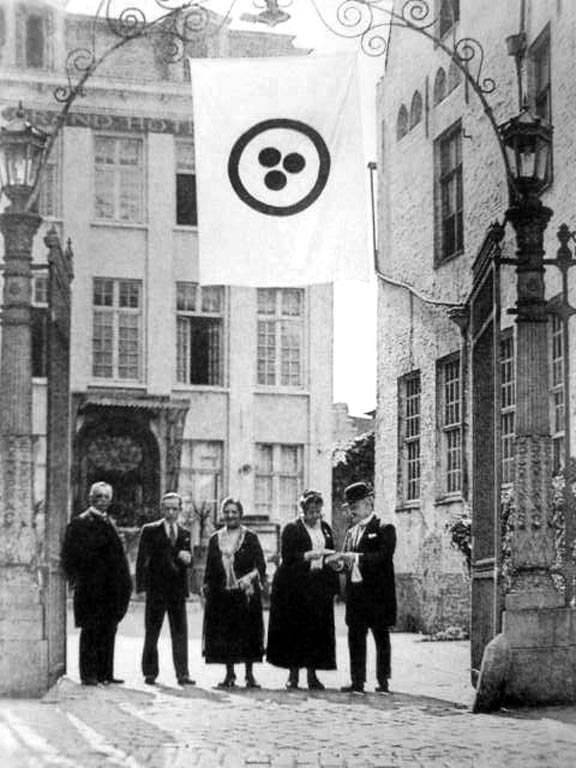
conferencia internacional dedicada al Pacto de Roerich. Brujas, agosto de 1932.

Del libro “Banner of Peace” /Compilers O.N. Zvonareva, T.O. Knizhnik, N.G. Mikhailova. – Second edition, supplemented and revised. – Moscow, ICR, 2005. – (series “Large Roerich’s library”). 
- 1930 – Un proyecto de protección, junto con la apelación de Roerich a los gobiernos y los pueblos de todos los países fue publicado y comunicado a los gobiernos, científicos y a las instituciones educativas artísticas del mundo.

- Un proyecto del Pacto estuvo representado en el Comité de Asuntos del Museo de la Sociedad de Naciones y, además, fue sometida a la comisión internacional de cooperación intelectual.
- Comités del Pacto Roerich y la Bandera de la Paz se encuentran en París y en Brujas (Bélgica)
- 1931 – La Unión Internacional por el Pacto Roerich fue fundada en Brujas, bajo la dirección de un miembro de Comité de Bélgica para la protección de monumentos, K. Tyulpink.

- 13-15 de septiembre – Primera conferencia internacional dedicada al Pacto de Roerich se organizó en Brujas. Representantes del grupo de países europeos participaron en esta conferencia. Un plan de promoción de las ideas del Pacto en las instituciones educativas se desarrolló, y los contactos de la Unión Internacional del Pacto de Roerich con un Comité Internacional para los asuntos del arte y el Comité de Organización para la reducción de las armas fueron establecidos.
- 1932, 7-9 de septiembre - Segunda conferencia internacional dedicada al Pacto de Roerich se organizó en Brujas. Veintidós países participaron en sus trabajos. La Conferencia decidió encontrar en Brujas un instituto especial para la asistencia mundial a la aplicación de las ideas del Pacto de Roerich en la vida pública. También se tomó la decisión de hacer un llamamiento a todos los países a reconocer el Pacto como un tratado internacional.

- 1933, noviembre 15 – El Comité Organizador de la III Conferencia internacional dedicada el Pacto Roerich, visitó en los EE.UU. al Presidente F. Roosevelt.

- 17-18 de noviembre – La Tercera Conferencia Internacional dedicada al Pacto de Roerich se llevó a cabo en Washington. Treinta y cinco países apoyaron esta conferencia, y recomendó a los gobiernos de todos los países a que firmasen el Pacto.
- Diciembre – La 7ª conferencia de la Unión Panamericana en Montevideo (Uruguay) aprobó una resolución que recomendaba a los gobiernos de los países americanos a unirse con el Pacto de Roerich.
- 1934, abril 4 – Un informe del Comité Especial de la Unión Panamericana dedicado al Pacto Roerich fue aprobado.

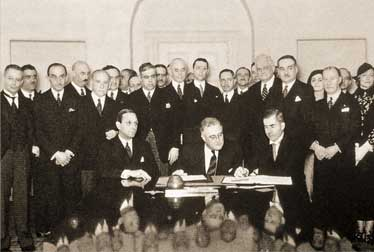
Firma del Pacto de Roerich (en el centro: Franklin Delano Roosevelt)

- Agosto 11 – El Presidente de EE.UU.  F. Roosevelt autorizó al Ministro de Agricultura H. Wolles para firmar el Pacto Roerich por parte de los EE.UU..
- Septiembre 2 – Un Comité del Pacto y la Pancarta de la Paz fue fundado en Harbin (Manchuria).
- Un Comité para la promoción del Pacto se formó en Bulgaria.
- 1935, april 15 – Un tratado llamado "pacto internacional para la protección de las instituciones artísticas y científicas, monumentos históricos, delegaciones y colecciones" (Pacto Roerich) fue firmado por representantes de 21 paísesen la Casa Blanca, Washington. Un signo distintivo para la identificación de los objetos protegidos (Bandera de la Paz) propuesto por Roerich fue aprobado en los marcos del Pacto Roerich.

- Julio 2 – el Pacto es ratificado por el Senado de EE.UU..
- Julio 10 - – el Pacto es ratificado por los EE.UU. el presidente.
- Octubre 25 - – el Pacto es promulgado por el presidente de EE.UU..
President F. Roosevelt talked in his radio speech:
“Presenting this Pact for signing by all the countries, we strive for that its world acceptance becomes a vital principle for preserving of modern civilization. This agreement has more profound significance than the text of this document” [1].
- 1937, octubre – En el Primer Congreso de las sociedades de Roerich del Báltico se resolvió la creación de los comités del Pacto Roerich en todas las sociedades de Roerich en los países bálticos.

- El Primer congreso de investigación internacional (París) aceptó por unanimidad una resolución sobre cómo unirse al Pacto de Roerich.
- 1938, noviembre 17 – la Bandera de la Paz se extendió a través de Karachi (India).

- 1942 – En EE.UU. y Rusia se formó la asociación de cultura (ARCA). Ernest Hemingway, Charles Chaplin, Kent R., P. Geddes, E. Cooper, Kusevitsky S., V. Tereschenko fueron sus colaboradores activos. :La actividad de la asociación fue recibido por los mundialmente conocidos científicos Robert Andrews Millikan y Arthur Compton.

- 1946, enero 23 – la primera reunión del Comité de Nueva York reanudó el Pacto y la Bandera de la Paz se llevaron a cabo.

- Abril 18 – la 6ª conferencia Pan-India para la unidad cultural apoya el Pacto.

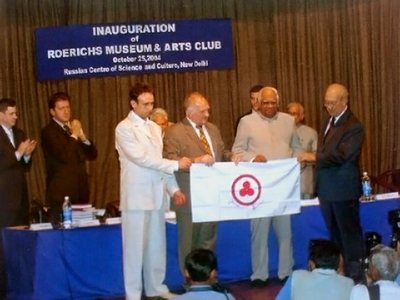
Presentación de la Bandera de la Paz a la junta directiva de la estación cósmica "Mir" al Presidente del Parlamento indio Sri Somnath Chatterji con motivo del centésimo aniversario de SN Roerich. De izquierda a derecha: Héroe de la Federación Rusa S. Zalyotin, V. Afanasiev, Sri Somnath Chatterji, y el presidente del ICR Yu.M. Vorontsov.

- 1948, agosto – el Gobierno de la India, encabezado por Sri Pandit Jawaharlal Nehru decide aprobar el Pacto Roerich.

- 1948-1949 – la Asociación Italiana del Pacto Roerich en Bolonia organiza el trabajo para apoyar el Pacto sobre una amplia base. Comités del Pacto Roerich y de la Bandera de la Paz trabajan en :Italia, Bélgica, Suiza, Francia, Inglaterra, Portugal, Brasil, Colombia, Uruguay, Bolivia y Cuba.

- 1949 – en el 4º período de sesiones de la Conferencia General de la UNESCO se toma la decisión de iniciar un trabajo para la regulación del derecho internacional en el campo de la protección de los valores culturales en las acciones militares.

- 1950 – Un Comité de Nueva York del Pacto Roerich transfiere toda la documentación sobre el Pacto a la UNESCO. En la 5ª sesión de la Conferencia General de la UNESCO se encomendó al Director General la preparación y el envío de un proyecto de convención. El Comité Especial de la UNESCO elabora el proyecto de convención internacional en vista de los documentos entregados.

- 1954, mayo 14 –La O.N.U. y la UNESCO en la Conferencia de La Haya aceptan la "Convención para la protección de los valores culturales en el caso de los conflictos armados" y el Protocolo que lo acompaña. El :Segundo Protocolo de la Convención de La Haya fue aceptado en marzo del año 1999, debido a la iniciativa y a la participación de la UNESCO. Un texto de la Convención de La Haya señaló directamente la base de que la aceptación es un principio de protección de los valores culturales durante la guerra establecida en las convenciones de paz de La Haya en´los años 1899 y 1907 y también en el Pacto de Roerich. Esta convención de La Haya fue firmada por representantes de 37 países.

- 1970, noviembre 14 – la "Convención sobre las medidas encaminadas en la prohibición y prevención de la importación ilícita, exportación y transferencia de los derechos de propiedad de los valores culturales" fue aceptada en la 16ª en la reunión de la Conferencia general de la O.N.U. en París para los problemas de la educación, la ciencia y la cultura.

1972, noviembre 23 – "Convención sobre la protección del patrimonio mundial cultural y natural" fue aceptado en la 17ª reunión general de la Conferencia en París de la O.N.U. para los problemas de la educación, la ciencia y la cultura.
- 1974 –alpinistas de Novosibirs izan la Bandera de la Paz en el pico Roerich cerca del monte Belukha (Altái).

- 1988, mayo 6 – la Bandera de la Paz es izada en el Polo Norte.

- 1990, febrero 11 – los cosmonautas soviéticos A. Balandin y Solovyov A. toman la Bandera de la Paz a bordo de la estación orbital "Mir".

- 1995, julio 26 – la Bandera de la Paz se presentó a G. fon Moltke, adjunto del secretario de asuntos políticos en la sede de la OTAN en Bruselas.

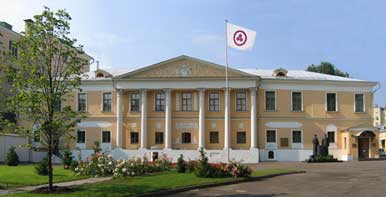
Bandera de la Paz en el Museo que lleva el nombre de N. Roerich en Moscú.

- 1997 – la Bandera de la Paz fue entregada a la tripulación de la estación orbital soviética "Soyuz-TM" en el marco del proyecto científico-educador "Bandera de la Paz". Fue entregada a la estación orbital :"Mir" y permaneció en el espacio durante dos años, (5 de agosto de 1997 hasta el 28 de agosto de 1999), acompañando el trabajo de las tripulaciones internacionales.

- 1998, octubre 9 – la Bandera de la Paz es izada en el Museo Central de Moscú, denominado después con el nombre el nombre N. Roerich.

- 1999, enero 5 – la Bandera de la Paz fue presentada al Presidente de la República de Kazajistán Nursultán Nazarbáyev, en el Palacio Presidencial (Almatý). El cosmonauta Alekséi Leónov y el profesor S. Kapitsa participaron en la ceremonia.

- Marzo 26 – El  Protocolo II a la "Convención para la protección de los valores culturales en caso de conflicto armado" (La Haya, 1954) se firmó en La Haya. El documento fue escrito en seis idiomas: :Inglés, árabe, español, chino, ruso y francés.
- 2000, enero 8 – Bandera de la Paz fue colocada en el Polo sur.

- Enero 28 – la Bandera de la Paz se presentó desde el Polo Sur al Secretario General de la O.N.U. Kofi Annan como un regalo de la expedición centro "Ártico", Centro Internacional Roerich y del proyecto "Bandera de la Paz".
- 2003, october 17 – La Convención sobre la protección de patrimonio cultural no-material fue aceptada en la 32ª reunión general de la O.N.U. durante las conferencias para la educación, la ciencia y la cultura.

- 2004, octubre 25 – la Bandera de la Paz de la junta directiva de la estación cósmica "Mir" fue presentada al Presidente del Parlamento indio Sri Somnath Chatterji con motivo del 100 aniversario del nacimiento de Sviatoslav Roerich.

- 2024, diciembre 12 – La Bandera de la Paz se izó con honores en el Paseo de Las Canteras, de la ciudad de Las Palmas de Gran Canaria (Islas Canarias, España) ante miles de personas reunidas en un evento de fraternidad y síntesis, representando simbólicamente el “puente” entre tres continentes (América, África y Europa) que encarna esta isla del atlántico, bajo el lema “Canarias, un Corazón de Paz para el Mundo”.[3]

## El Tratado sobre Protección de Instituciones Artísticas y Científicas y Monumentos Históricos
Las Altas Partes Contratantes, animadas por el propósito de dar expresión convencional a los postulados de la Resolución aprobada el 16 de diciembre de 1933 por todos los Estados representados en la Séptima Conferencia Internacional Americana, celebrada en Montevideo, recomendó "a los Gobiernos de América, que no lo han hecho para que firmen el "Pacto Roerich", iniciado por el Museo Roerich en los Estados Unidos, y que tiene como objeto la adopción universal de una bandera, ya creada y difundida, para preservar en todo momento de peligro, a nivel nacional sus monumentos como los inmuebles de propiedad privada que formen parte del tesoro cultural de los pueblos", han resuelto celebrar un tratado con ese fin en mente, y en el sentido de que los tesoros de la cultura sean respetados y protegidos tanto en tiempo de guerra como tiempo paz, han convenido en los siguientes artículos:
ARTÍCULO I
Los monumentos históricos, museos, científicos, artísticos, educativos e instituciones culturales serán considerados como neutrales, y como tales respetados y protegidos por los beligerantes. El mismo respeto y protección se acordará para el personal de las instituciones mencionadas anteriormente. El mismo respeto y protección se concederá a los monumentos históricos, museos, científicos, artísticos, instituciones educativas y culturales en tiempo de paz, así como en tiempo de guerra.
ARTÍCULO II
La neutralidad, la protección y el debido respeto a los monumentos e instituciones mencionados en el artículo anterior, se reconocerá en toda la extensión de territorios sujetos a la soberanía de cada uno de los Estados signatarios y adherentes, sin ningún tipo de discriminación por el Estado o la lealtad de dichos monumentos e instituciones. Los Gobiernos respectivos se comprometen a adoptar las medidas de legislación interna necesarias para asegurar dicha protección y respeto.
ARTÍCULO III
Con el fin de identificar los monumentos e instituciones mencionados en el artículo I, se puede hacer uso de una bandera distintiva (círculo rojo con una triple esfera roja dentro del círculo sobre un fondo blanco), de conformidad con el modelo anexo a este tratado.
ARTÍCULO IV
Los Gobiernos signatarios y que se adhieran a este tratado, deberán enviar a la Unión Panamericana, en el momento de la firma o adhesión, o en cualquier otro momento posterior, una lista de los monumentos e instituciones que deseen someter a la protección acordada por este tratado. La Unión Panamericana, al notificar a los Gobiernos de las firmas o adhesiones, también deberá enviar la lista de los monumentos e instituciones mencionados en este artículo, e informará a los demás Gobiernos de cualquier cambio en dicha lista.
ARTÍCULO V
Los monumentos e instituciones mencionados en el artículo I cesarán en el goce de los privilegios reconocidos en el presente tratado en caso de que se asegure su utilización para fines militares.
ARTÍCULO VI
Los Estados que no firmen el presente tratado en la fecha en que se abre a la firma pueden firmarlo o adherirse a él en cualquier momento.
ARTÍCULO VII
Los instrumentos de adhesión, así como los de ratificación y denuncia del presente tratado, se depositarán en la Unión Panamericana, la cual comunicará el acto de depósito a los otros Estados signatarios o adheridos.
ARTÍCULO VIII
El presente Tratado podrá ser denunciado en cualquier momento por cualquiera de los Estados signatarios o adheridos, y la denuncia entrará en vigencia tres meses después de la notificación de que se ha dado a los demás Estados signatarios o adheridos.
EN FE DE LO CUAL, los plenipotenciarios abajo firmantes, después de haber depositado sus plenos poderes hallados en buena y debida forma, firman el presente tratado en nombre de sus respectivos gobiernos, y los mismos ponen sus sellos, en las fechas indicadas junto a sus firmas.
Por La República Argentina: 

Abril 15, 1935

FELIPE A. ESPIL

Por Bolivia: 

Abril 15, 1935

ENRIQUE FINOT

Por Brasil: 

Abril 15, 1935 

OSWALDO ARANHA
Por Chile:

Abril 15, 1935

M. TRUCCO

Por Colombia:

Abril 15, 1935

M. LÓPEZ PUMAREJO
Por Costa Rica:

Abril 15, 1935

MAN. GONZÁLEZ
Por Cuba:

Abril 15, 1935

GUILLERMO PATTERSON
Por la República Dominicana:

Abril 15, 1935

RAF. BRACHE
Por Ecuador: 

Abril 15, 1935 

C. E. ALFARO
Por El Salvador:

Abril 15, 1935

HECTOR DAVID CASTRO
Por Guatemala:

Abril 15, 1935

ADRIÁN RECINOS
Por Haití: 

Abril 15, 1935

A. BLANCHET
Por Honduras:

Abril 15, 1935

M. PAZ BARAONA
Por México:	

Abril 15, 1935

F. CASTILLO NAJERA
Por Nicaragua:

Abril 15, 1935

HENRI DE BAYLE
Por Panamá:	

Abril 15, 1935

R. J. ALFARO
Por Paraguay:

Abril 15, 1935 

ENRIQUE BORDENAVE
Por Perú:

Abril 15, 1935 

M. DE FREYRE Y S.
Por los Estados Unidos de América:

Abril 15, 1935

HENRY A. WALLACE
Por Uruguay:

Abril 15, 1935 

J. RICHLING
Por Venezuela:

Abril 15, 1935 

PEDRO M. ARCAYA
Y CONSIDERANDO que el escrito del Tratado ha sido debidamente ratificado por los Estados Unidos de América, cuyo instrumento de ratificación fue depositado en la Unión Panamericana el 13 de julio de 1935;
Y CONSIDERANDO que el escrito del Tratado ha sido debidamente ratificado por la República de Cuba, cuyo instrumento de ratificación fue depositado en la Unión Panamericana el 26 de agosto de 1935;
AHORA, POR LO TANTO que se sepa que yo, Franklin D. Roosevelt, Presidente de los Estados Unidos de América, haré causa para que el mencionado Tratado que se haga público a fin de que el mismo artículo, y cada cláusula del mismo, pueda ser observado y cumplido con el bien y la fe por los Estados Unidos de América y los ciudadanos de los mismos.
EN TESTIMONIO DE LO CUAL, yo tengo causa para que el Sello de los Estados Unidos de América para ser estampado en.
HECHO en la ciudad de Washington, el día veinticinco de octubre del año de Nuestro Señor de mil novecientos treinta y cinco-, y en el sexágésimo de la Independencia de los Estados Unidos de América.
Por el Presidente:                                        FRANKLIN D. ROOSEVELT

CORDELL HULL 

Secretario de Estado.

## Bandera de la Paz

Emblema de "Pax Cultura"

El Pacto de Roerich también Pax Cultura ("Paz cultural" o "Paz a través de la cultura") es el lema del movimiento y el instrumento de protección cultural fundada por Nicholas Roerich, y se simboliza por un marrón en distintivo blanco, que consta de tres círculos sólidos en un anillo circundante. El 15 de abril de 1935 el Pacto Roerich fue firmado por Estados Unidos y por las naciones de América Latina, de acuerdo en que "los monumentos históricos, museos, instituciones científicas, artísticas, educativas y culturales" deben ser protegidos, tanto en tiempos de paz como de guerra, e identificados en los vuelos por una bandera distintiva, la Bandera de la Paz, que lleva el emblema de la Pax Cultura.
De acuerdo con el Museo Roerich, el símbolo de la "La Bandera de la Paz", tiene orígenes antiguos. Quizás el ejemplo más antiguo conocido aparece en amuletos de la Edad de Piedra.. Tres puntos, sin el círculo que encierra, de los que Roerich encontró con numerosos ejemplos posteriores en diversas partes del mundo, y sabía que representaba una comprensión profunda y sofisticada de la naturaleza trinitaria de la existencia. Sin embargo, a los efectos de la Bandera y el Pacto, Roerich describió el círculo como representación de la totalidad de la cultura, con los tres puntos representando al Arte, la Ciencia y la Religión, tres de las más envolventes actividades culturales humanas. También describió el círculo como representación de la eternidad del tiempo, que abarca el pasado, presente y futuro. Los orígenes sagrados de los símbolos, como una ilustración de las trinidades fundamentales de todas las religiones, siguen siendo fundamentales en el significado del Pacto y la bandera en el día de hoy." 
El signo del Pacto Roerich fue sustituido por la marca distintiva de los bienes culturales tal como se define por la  Convenio de La Haya del año 1954. Sin embargo, el emblema del Pacto de Roerich es todavía un signo válido de protección en las relaciones entre los Estados que están obligados por el Tratado de Washington del año 1935, pero no por la Convención del año 1954.

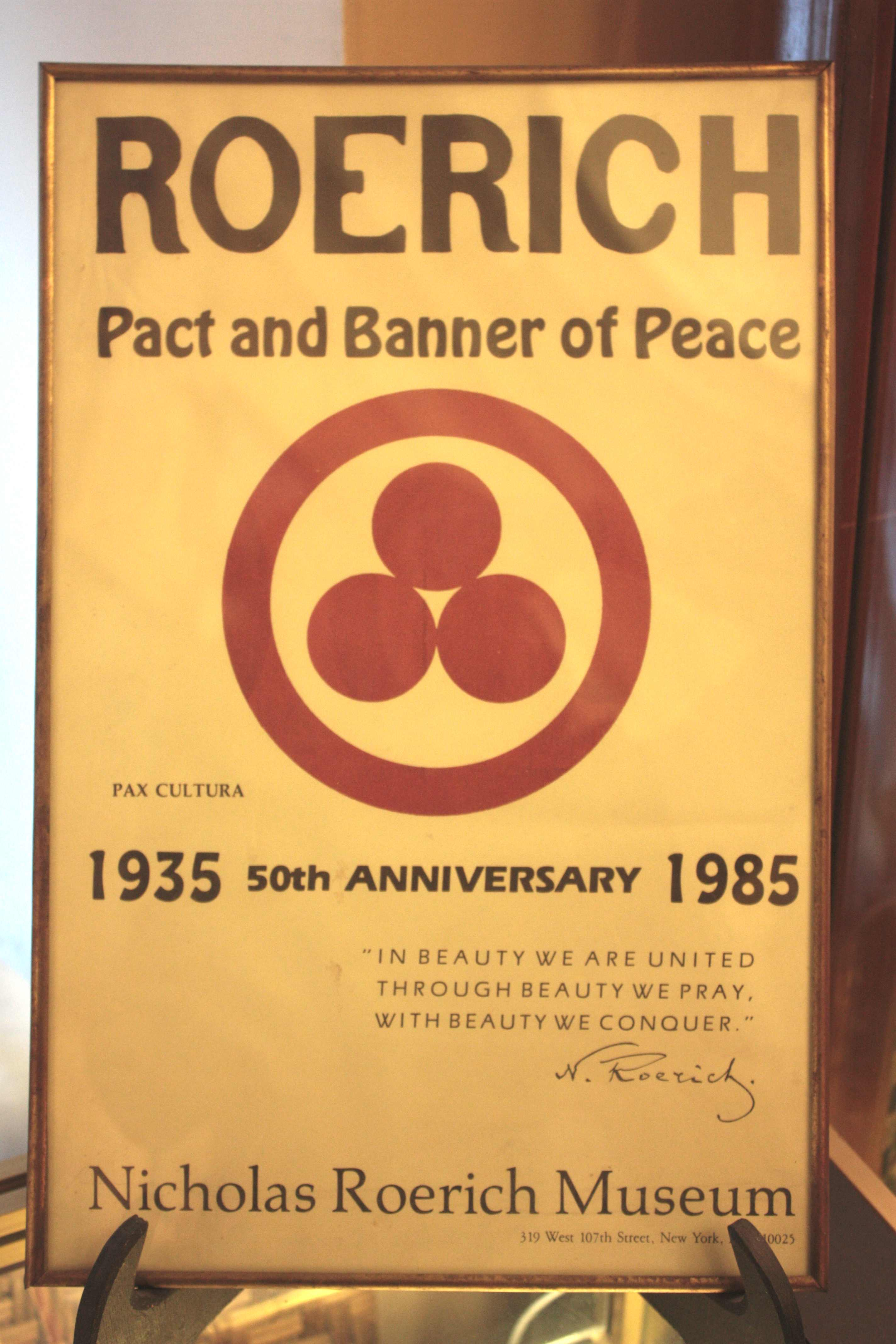
50 años del Pacto de Roerich

## La importancia del Pacto de Roerich en el siglo XXI
El Pacto de Roerich no sólo es un texto relativamente breve del tratado internacional. Se trata de un conglomerado de ideas jurídicas acerca de un nuevo orden estatal en la que el Estado y la Cultura no son diferentes sino que penetran muy de cerca uno del otro. Una medida de esta interferencia es la participación del Estado presupuesto gastados anualmente en la cultura, el arte y la educación, que es necesidad para superar los gastos militares. Como ya se mencionó otro punto es el reconocimiento legal del hecho de que la defensa de los bienes culturales es más importante que la defensa en su sentido tradicional, y la protección de la cultura siempre tiene prioridad sobre cualquier necesidad militar.
Importante en el marco de las ideas del Pacto de Roerich es el reconocimiento de que la seguridad de cualquier objeto cultural en el territorio de un Estado extranjero también debe ser respetado y tratado como un factor de mucha mayor importancia en la disposición militar para bombardear, destruir o usar para fines militares.
Nicholas Roerich logró continuar y convertir, en una doctrina profunda y factible, la famosa máxima proclamada por Fiódor Dostoievski, "!La belleza salvará al mundo!" Por lo tanto se inicia un movimiento muy fuerte en Rusia en el desarrollo del concepto del estado estético. El concepto del Estado como una obra de arte fue sugerida por primera vez en el siglo XIX por Jacob Burckhardt, un historiador suizo del arte, especializado en el Renacimiento italiano, y quien dio este nombre a un capítulo de uno de sus libros. El concepto en sí no se había formulado en una conclusión y se expresó como una idea general de ese período, así como de sus gobernantes, y considera los logros de la cultura y el arte como el más importante para asegurar el prestigio de sus Estados y de los suyos, que finalmente dio lugar al arte único del Renacimiento italiano, la literatura, la filosofía y la ciencia. Roerich produce sus ideas basadas en los enfoques utilizados por Burkhardt y Dostoievski.
Roerich considera el cuidado para las generaciones futuras de ser la piedra angular de la existencia del Estado de derecho y del Estado constitucional. El Presidente de los EE.UU., Franklin D. Roosevelt, en el discurso a la firma del Tratado del "Pacto Roerich", dijo: "En la apertura de este Pacto a la adhesión de las naciones del mundo, nos estamos esforzando por hacer de la aplicación universal de los principios fundamentales para la preservación de la civilización moderna. El presente Tratado tiene un significado espiritual más profundo que el texto del instrumento en sí mismo.  Es importante darse cuenta de que el Pacto Roerich fue sólo el primer paso hacia el futuro desarrollo de una nueva cultura jurídica. Todas las leyes escritas deben ajustarse a los principios universales no escritas de la moral, la equidad y la justicia, la igualdad, la autonomía, la dignidad y el respeto que se conoce como Gobernar de acuerdo a una ley superior. Las disposiciones concretas conceptuales del concepto filosófico y jurídico de Roerich del Estado se basan en el Imperio de la ley, las ideas que el deber primordial del Estado es mantener y desarrollar la unidad espiritual de sus ciudadanos, con cuidado en la preservación de las mejores muestras del patrimonio cultural nacional, la promoción de la cultura universal y el crecimiento espiritual de todas las personas, especialmente los más jóvenes. En ese momento, la mayor parte de los beneficios recibidos por parte del Estado deben ser dirigidos al desarrollo de la cultura, que, como ya se mencionó, daría lugar a un mayor crecimiento de la prosperidad económica.
Según el concepto de Roerich, el Estado, como un instrumento para la preservación y del desarrollo de la cultura, es el instrumento de defensa de los tesoros culturales nacionales y extranjeros, instrumento para el mantenimiento de la paz y de evitar las guerras, el instrumento de la construcción de una nueva civilización, basada en las mejores tradiciones culturales de hoy y, por lo tanto, del gasto de los máximos activos económicamente razonables para estos fines, - todo esto puede ser explícita y exclusivamente sobre la base de fundamentos constitucionales para el uso de las palabras de Roerich , "un estado del futuro" y "una civilización del futuro." Las ideas del Pacto Roerich todavía no se han aplicado plenamente en el derecho internacional, y el siglo XXI puede ser es un buen momento para resucitar el concepto de Roerich de la belleza y la cultura como un camino hacia la paz.

## Liga Mundial de la cultura y Día Mundial de la Cultura
En el sentido amplio del Pacto de Roerich se entiende no sólo como un tratado jurídico, sino también todo el conjunto de medidas para la protección de los valores culturales propuestos por Roerich. En consecuencia, el Pacto de Roerich tiene importancia no sólo jurídica, sino también filosófica, iluminadora y evolutiva, ya que refleja una idea de la protección de la cultura en muchas de sus manifestaciones.
Sobre las características del Pacto Roerich, el piloto espacial Alekséi Leónov escribió:
“Si estamos criando una cultura y espiritualidad, entonces nos ayudará a fortalecer una economía, una política y moral para detener los conflictos bélicos. Este es el significado del Pacto Roerich hoy. Cuanto más tiempo pasa, más efectivo se convierte para el mundo . …”
El desarrollo de las ideas del Pacto de Roerich ha declarado los pensamientos sobre el papel de la comunidad. Las leyes para la protección de la cultura en sí misma no va a funcionar si la comunidad no muestra una actividad e interés hacia ello. El fin de este pensamiento fue apoyado por el académico  DS Lijachov, que dijo:
“… Creo que las mejores formas de desarrollar libre y socialmente la cultura pueden unir a las fuerzas creativas y constructivas para mejorar la vida social, lo que ayudará al Estado a mantener los altos ideales del humanismo y de la paz en los pueblos. …”
En la primera conferencia internacional del Pacto Roerich en Brujas (septiembre del año 1931) Roerich propuso la creación de una Liga Mundial de la Cultura. Uno de los objetivos principales de la Liga debía ser el de formar sobre el cuidado de la naturaleza.
En su artículo "Pain of the planet" ("El dolor del planeta") (1933) Roerich escribió: "La llamada de la cultura, llame por el mundo, y pregunte acerca de la creatividad y la belleza que llega al oído y que está fortalecida solamente por los verdaderos valores. La comprensión de la vida como la automejora para el bien de la gente se plantea cuando el respeto de la naturaleza es válida. Por lo tanto, la Liga de la cultura, junto con actividad iluminativa, debe explicar un sabio respecto de la naturaleza como origen de un trabajo feliz, sabia alegría, creatividad continúa y cognición”.
La comunidad cultural valora en alto grado el pensamiento de Roerich acerca de la implementación de la Jornada Mundial de la Cultura. Roerich escribió:
"... Vamos a oír hablar de la Jornada Mundial de la Cultura también cuando en todas las escuelas y las sociedades eduquen al mismo tiempo el día dedicado a la comprensión de los tesoros culturales nacionales y mundiales…”
Afortunadamente en la actualidad hay varias Fundaciones en el Mundo que trabajan para implementar adecuadamente este trabajo, desde México está el Comité Internacional de la Bandera de la Paz, presidido por Alicia Rodriguez, en Colombia la Nación Cultural de Paz, presidido por Juan Carlos Vargas, en Puerto Rico Agni Yoga Hispano, liderado por Hector Toti, en Brasil el Instituto Roerich de Brasil, la Casa de la Paz Cultura en Santa Fe dirigido por Marta Paillet, Argentina, la Fundación PEA en Buenos Aires, fundada por Nancy Ducoin, en Chile la Fundación Bandera de la Paz y la Cultura, Centro Roerich - Chile, dirigido por Soledad Cáceres Gonzalez, en las Islas Canarias (España) la Fundación Artisophia, presidida por Mariluz Laforet y la Asociación "Roerich Canarias".

## Véase también

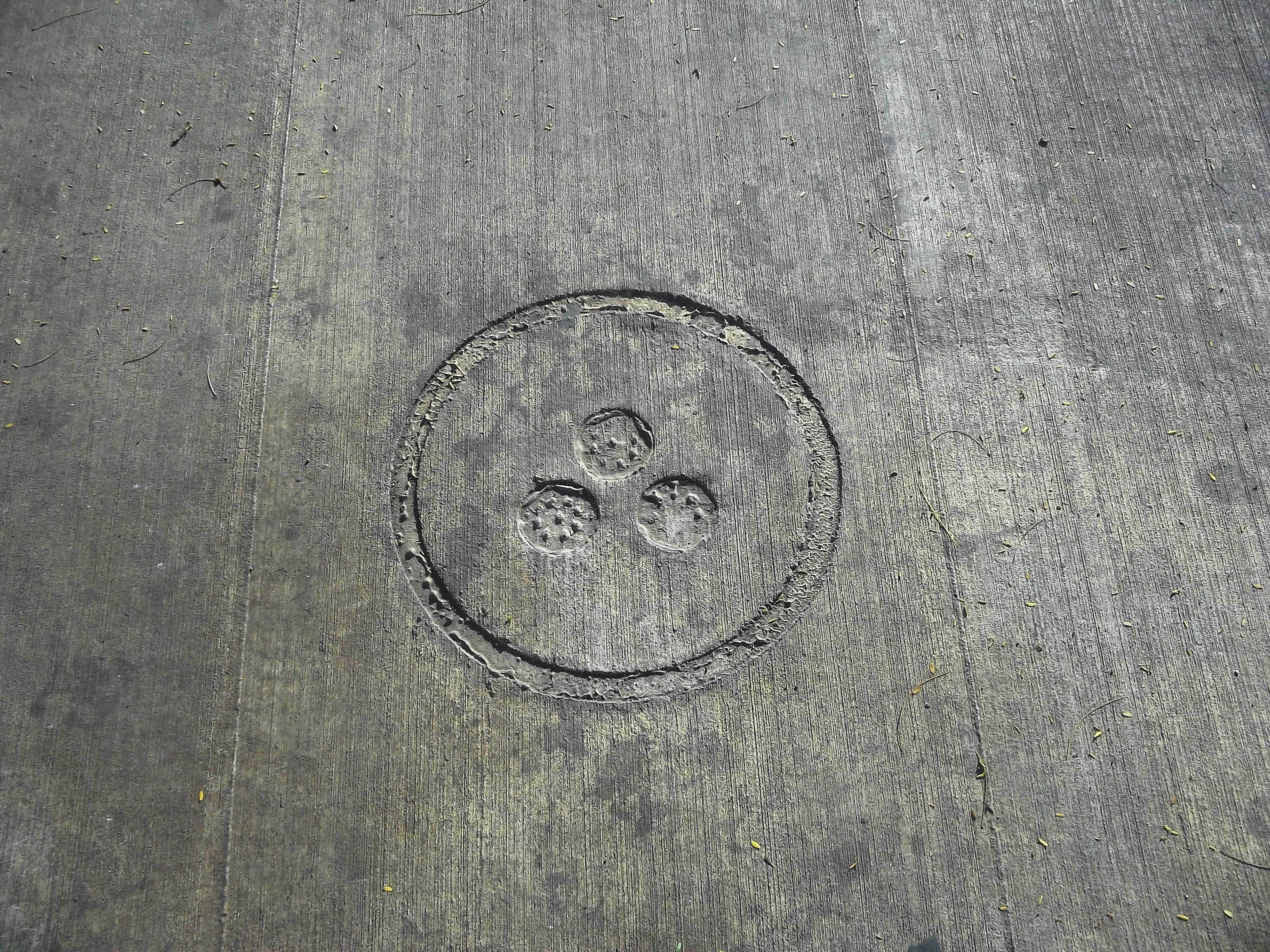
Emblema en una banqueta